# Thecla arene
Thecla arene är en fjärilsart som beskrevs av Goodson 1945. Thecla arene ingår i släktet Thecla och familjen juvelvingar. Inga underarter finns listade i Catalogue of Life.